# Washington (Ohio)
Washington é uma cidade localizada no estado norte-americano de Ohio, no Condado de Fayette.

## Demografia
Segundo o censo norte-americano de 2020, a sua população era de 14 496 habitantes.

## Geografia
De acordo com o United States Census Bureau tem uma área de 16,9 km², dos quais 16,7 km² cobertos por terra e 0,2 km² cobertos por água.

## Localidades na vizinhança
O diagrama seguinte representa as localidades num raio de 20 km ao redor de Washington.